# Pena (Cenlle)
Pena (llamada oficialmente San Lourenzo da Pena) es una parroquia del municipio español de Cenlle, en la provincia de Orense, Galicia.

## Toponimia
La parroquia también es conocida por los nombres de San Lorenzo da Pena y San Lorenzo de Pena.

## Organización territorial
La parroquia está formada por siete entidades de población, constando seis de ellas en el nomenclátor del Instituto Nacional de Estadística español:

### Entidades de población
Entidades de población que forman parte de la parroquia:
- Cacabelos
- Coedo (O Coedo)
- Cuñas
- Lentille
- Pazos (Pazos Ermos)
- Roucos

### Despoblado
Despoblado que forma parte de la parroquia:
- San Lorenzo (San Lourenzo)

## Demografía
| Gráfica de evolución demográfica de Pena entre 2000 y 2022 |
|                                                            |
| Datos según el nomenclátor publicado por el INE.           |